# Henrique Luvannor
Silva Henrique de Sousa Luvannor, meglio noto come Henrique Luvannor (Campo Maior, 19 maggio 1990), è un calciatore brasiliano naturalizzato moldavo, attaccante dell'Al-Faisaly.

## Carriera

### Club

#### In Moldavia allo Sheriff Tiraspol
Ha giocato nella massima serie moldava nello Sheriff Tiraspol, con cui ha anche giocato 2 partite nei preliminari di Europa League nella stagione 2011-2012, una partita nei preliminari di Champions League e 2 in quelli di Europa League nella stagione 2012-2013, 4 partite nei preliminari di Champions League nella stagione 2013-2014 (nel corso dei quali ha anche segnato il suo primo gol in carriera nelle coppe europee, il 16 luglio 2013, in una partita pareggiata in casa per 1-1 contro i montenegrini del Sujetska) ed una nei preliminari di Europa League, al termine dei quali la sua squadra ha ottenuto la prima qualificazione della sua storia alla fase a gironi di Europa League. Il 4 dicembre ha segnato la sua prima tripletta in carriera, nella partita di campionato vinta in casa per 8-0 contro l'Academia UTM. Chiude la stagione vincendo il titolo di capocannoniere del campionato moldavo grazie ai 26 gol segnati in 27 partite e con 7 presenze senza reti in Europa League.
Inizia la stagione 2014-2015 giocando da titolare sia nella vittoriosa partita di Supercoppa di Moldavia che nel 2-0 della partita d'andata del secondo turno preliminare di Champions League contro i montenegrini dello Sutjeska; scende in campo anche nella partita di ritorno, vinta in trasferta per 3-0, nella quale realizza la rete del momentaneo 2-0. Gioca per intero anche la doppia sfida contro gli slovacchi dello Slovan Bratislava, che si conclude con l'eliminazione della sua squadra dalla manifestazione.

#### Al Shabab, Al-Ahli ed Al-Wahda
In seguito si trasferisce all'Al-Shabab, squadra degli Emirati Arabi Uniti. Fa il suo esordio con la nuova maglia il 21 settembre nella partita di campionato vinta per 4-2 sul campo dell'Al-Ahli; nell'occasione gioca l'intero incontro e realizza la doppietta che decide la sfida in favore della sua squadra. Vince la Coppa dei Campioni del Golfo 2015. Viene riconfermato in squadra anche per la stagione 2015-2016 e per la stagione 2016-2017, al termine della quale passa all'Shabab Al-Ahli, sempre nella prima divisione degli Emirati Arabi Uniti. Gioca poi in questo stesso torneo anche con l'Al-Wahda.

#### I due ritorni allo Sheriff e gli anni tra Brasile ed Arabia Saudita
Nel 2021 torna per un periodo allo Sheriff, per poi dopo 2 presenze ed una rete nel campionato moldavo e 7 presenze e 4 reti nei turni preliminari di ChampionsLeague, andare a giocare in Arabia Saudita in prima divisione con l'Al-Taawoun e tornare in Brasile, dove veste le maglie di Cruzeiro e Ceará. Nel 2023 torna per sei mesi allo Sheriff, per poi trasferirsi nella seconda divisione saudita all'Al-Bukayriyah.

### Nazionale
Ha scelto di rappresentare la Moldavia esordendo in nazionale il 18 novembre 2013 nell'amichevole pareggiata per 1-1 contro la Lituania; il 17 gennaio 2014 ha segnato il suo primo gol in nazionale, in una partita amichevole persa per 2-1 contro la Svezia ad Abu Dhabi.

## Statistiche

### Presenze e reti nei club
Statistiche aggiornate al 28 agosto 2021.
| Stagione                | Squadra                 | Campionato              | Campionato | Campionato | Coppe nazionali | Coppe nazionali | Coppe nazionali | Coppe continentali | Coppe continentali | Coppe continentali | Altre coppe | Altre coppe | Altre coppe | Totale | Totale |
| Stagione                | Squadra                 | Comp                    | Pres       | Reti       | Comp            | Pres            | Reti            | Comp               | Pres               | Reti               | Comp        | Pres        | Reti        | Pres   | Reti   |
| ----------------------- | ----------------------- | ----------------------- | ---------- | ---------- | --------------- | --------------- | --------------- | ------------------ | ------------------ | ------------------ | ----------- | ----------- | ----------- | ------ | ------ |
| 2011-2012               | Sheriff Tiraspol        | DN                      | 26         | 9          |                 | -               | -               | UEL                | 2                  | 0                  |             | -           | -           | 28     | 9      |
| 2012-2013               | Sheriff Tiraspol        | DN                      | 24         | 5          | CM              | 2               | 1               | UCL+UEL            | 1+2                | 0+0                |             | -           | -           | 29     | 6      |
| 2013-2014               | Sheriff Tiraspol        | DN                      | 27         | 26         | CM              | 3               | 0               | UCL+UEL            | 4+7                | 1+0                | SM          | 1           | 0           | 42     | 27     |
| lug.-ago. 2014          | Sheriff Tiraspol        | DN                      | 1          | 0          |                 | -               | -               | UCL                | 4                  | 1                  | SM          | 1           | 0           | 6      | 1      |
| ago. 2014-2015          | Al-Shabab               | PL                      | 23         | 11         | CdL             | 5               | 1               |                    | -                  | -                  |             | -           | -           | 28     | 12     |
| 2015-2016               | Al-Shabab               | PL                      | 24         | 9          | CdL             | 7               | 4               |                    | -                  | -                  |             | -           | -           | 31     | 13     |
| 2016-2017               | Al-Shabab               | PL                      | 20         | 5          | CdL             | 7               | 10              | ACL                | 1                  | 0                  |             | -           | -           | 28     | 15     |
| Totale Al Shabab        | Totale Al Shabab        | Totale Al Shabab        | 67         | 25         |                 | 19              | 15              |                    | 1                  | 0                  |             | -           | -           | 87     | 40     |
| 2017-2018               | Shabab Al-Ahli          | PL                      | 8          | 2          | CdL             | 5               | 4               |                    | -                  | -                  |             | -           | -           | 13     | 6      |
| 2018-2019               | Shabab Al-Ahli          | PL                      | 24         | 12         | CdL             | 8               | 3               |                    | -                  | -                  |             | -           | -           | 32     | 15     |
| 2019-2020               | Shabab Al-Ahli          | PL                      | 18         | 3          | CdL             | 8               | 4               |                    | -                  | -                  | SEAU        | 1           | 0           | 27     | 7      |
| Totale Al-Ahli          | Totale Al-Ahli          | Totale Al-Ahli          | 50         | 17         |                 | 21              | 11              |                    | -                  | -                  |             | 1           | 0           | 72     | 28     |
| 2020-2021               | Al-Wahda                | PL                      | 3          | 0          | CdL             | 1               | 0               |                    | -                  | -                  |             | -           | -           | 4      | 0      |
| ago.-2021               | Sheriff Tiraspol        | DN                      | 2          | 1          |                 | -               | -               | UCL                | 7                  | 4                  |             | -           | -           | 9      | 5      |
| Totale Sheriff Tiraspol | Totale Sheriff Tiraspol | Totale Sheriff Tiraspol | 80         | 41         |                 | 5               | 1               |                    | 27                 | 6                  |             | 2           | 0           | 114    | 48     |
| 2021-2022               | Al-Taawoun              | LSP                     | 3          | 1          | KCC             | 0               | 0               | -                  | -                  | -                  | -           | -           | -           | 3      | 1      |
| Totale carriera         | Totale carriera         | Totale carriera         | 203        | 84         |                 | 46              | 27              |                    | 28                 | 6                  |             | 3           | 0           | 280    | 117    |

### Cronologia presenze e reti in nazionale
| Cronologia completa delle presenze e delle reti in nazionale ― Moldavia | Cronologia completa delle presenze e delle reti in nazionale ― Moldavia | Cronologia completa delle presenze e delle reti in nazionale ― Moldavia | Cronologia completa delle presenze e delle reti in nazionale ― Moldavia | Cronologia completa delle presenze e delle reti in nazionale ― Moldavia | Cronologia completa delle presenze e delle reti in nazionale ― Moldavia | Cronologia completa delle presenze e delle reti in nazionale ― Moldavia | Cronologia completa delle presenze e delle reti in nazionale ― Moldavia |
| Data                                                                    | Città                                                                   | In casa                                                                 | Risultato                                                               | Ospiti                                                                  | Competizione                                                            | Reti                                                                    | Note                                                                    |
| ----------------------------------------------------------------------- | ----------------------------------------------------------------------- | ----------------------------------------------------------------------- | ----------------------------------------------------------------------- | ----------------------------------------------------------------------- | ----------------------------------------------------------------------- | ----------------------------------------------------------------------- | ----------------------------------------------------------------------- |
| 18-11-2013                                                              | Chișinău                                                                | Moldavia                                                                | 1 – 1                                                                   | Lituania                                                                | Amichevole                                                              | -                                                                       | 84’                                                                     |
| 15-1-2014                                                               | Abu Dhabi                                                               | Moldavia                                                                | 1 – 2                                                                   | Norvegia                                                                | Amichevole                                                              | -                                                                       |                                                                         |
| 17-1-2014                                                               | Abu Dhabi                                                               | Moldavia                                                                | 1 – 2                                                                   | Svezia                                                                  | Amichevole                                                              | 1                                                                       |                                                                         |
| 5-3-2014                                                                | Andorra la Vella                                                        | Andorra                                                                 | 0 – 3                                                                   | Moldavia                                                                | Amichevole                                                              | 1                                                                       | 84’                                                                     |
| Totale                                                                  |                                                                         | Presenze                                                                | 4                                                                       |                                                                         | Reti                                                                    | 2                                                                       |                                                                         |

## Palmarès

### Club

#### Competizioni nazionali
- Campionato moldavo: 3

Sheriff Tiraspol: 2011-2012, 2012-2013, 2013-2014
- Supercoppa di Moldavia: 1

Sheriff Tiraspol: 2013
- Coppa del Presidente: 1

Al Ahli Dubai: 2018-2019
- Campeonato Brasileiro Série B: 1

Cruzeiro: 2022

#### Competizioni internazionali
- Coppa dei Campioni del Golfo: 1

Al Shabab: 2015

#### Competizioni regionali
- Copa do Nordeste: 1

Ceará: 2023

### Individuale
- Capocannoniere del campionato moldavo: 1

Sheriff Tiraspol: 2013-2014 (26 gol)
- Capocannoniere della Coppa di Lega emiratina: 1

2017-2018